# Trevor Hutchinson

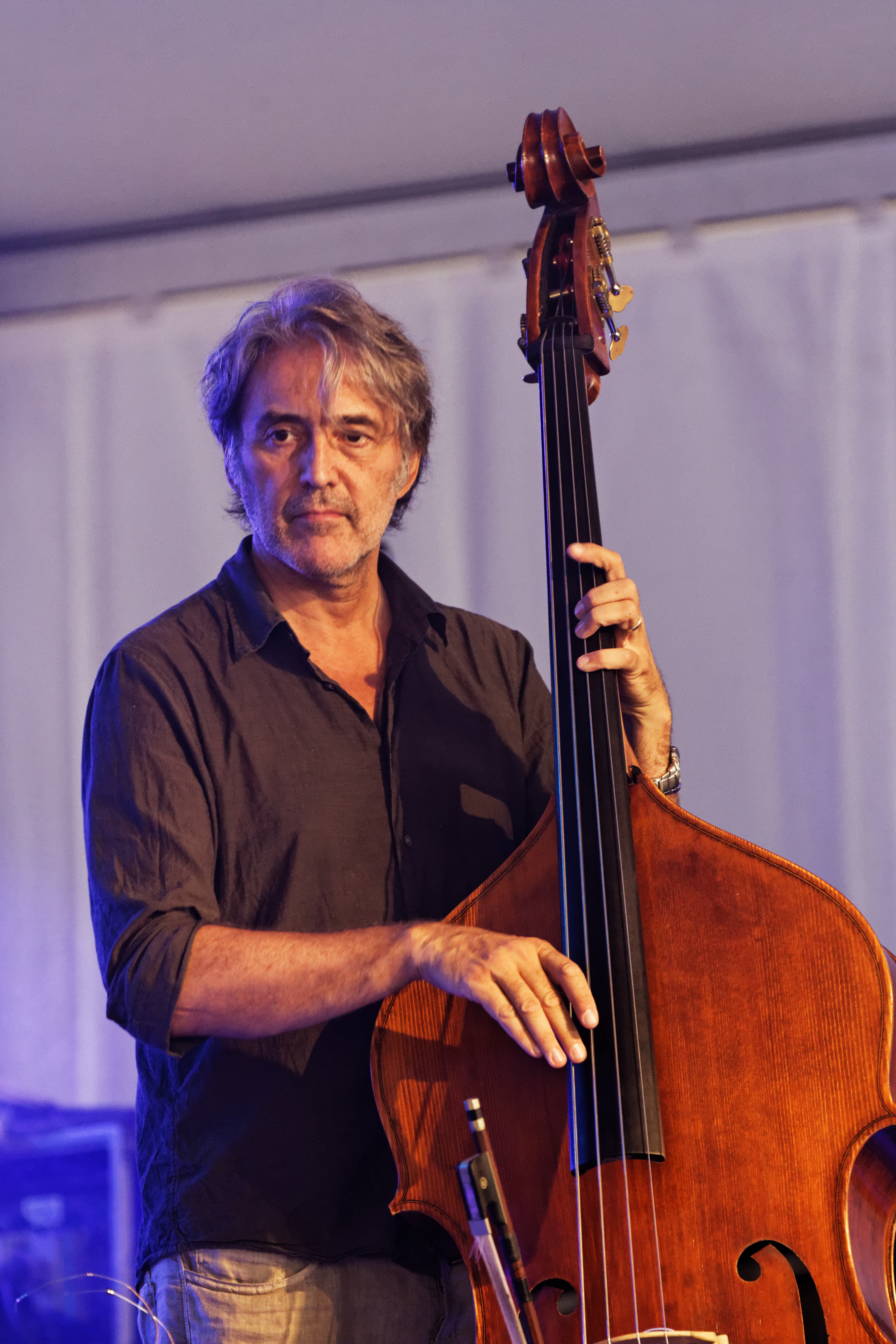
Hutchinson in 2013

Trevor Hutchinson is een Ierse muzikant, hij bespeelt de bas, hij is afkomstig uit Cookstown, County Tyrone maar hij leeft nu in Dublin, Ierland. Hij speelde bas bij The Waterboys van 1986 tot 1991 en nam met hen twee albums op.
Daarna maakte hij met The Sharon Shannon Band drie albums.
Als veel gevraagde muzikant nam Trevor ook albums op met Moving Cloud, Dermot Byrne, Máire Breatnach, en The Eileen Ivers Band, bekend van Riverdance.
Vanaf 1997 is hij de vaste bassist van de inmiddels bekende Folkband Lúnasa.  

## Discografie
- Fisherman's Blues met The Waterboys - 1988
- Room to Room met The Waterboys - 1990
- Sharon Shannon - 1991
- Out the Gap met The Sharon Shannon Band - 1994,
- Each Little Thing met The Sharon Shannon Band - 1997

Met Lúnasa
- 1997 - Lúnasa
- 1999 - Otherworld
- 2001 - The Merry Sisters Of Fate
- 2002 - Redwood
- 2004 - The Kinnitty Sessions
- 2006 - Sé